# W bezdni Maelströmu
W bezdni Maelströmu (ang. A Descent into the Maelström) – to nowela Edgara Allana Poego. Jest zaliczana obok Zabójstwa przy Rue Morgue do utworów analitycznych autora i stanowi jedną z wcześniejszych form science fiction.

## Opis fabuły
Inspirowana Maelstromem nowela wyrażona jest w formie historii w historii, przedstawionej po wspinaczce na szczyt górski. Z całości zdaje relację staro wyglądający człowiek, który twierdzi, że jego wygląd to tylko pozory – Myślicie, że jestem bardzo starym człowiekiem lecz tak nie jest. Wystarczył jeden dzień aby te włosy zmieniły się z wyraziście czarnych w białe, aby moje kończyny osłabły i aby moje nerwy zawiodły. Jest on przekonany o potędze wiru wodnego, który widzi na oceanie i opowiada narratorowi o jego wyprawie wędkarskiej, na którą wybrał się wraz z dwoma braćmi kilka lat temu.
Niesiony przez najbardziej przerażający huragan, jaki kiedykolwiek zesłały niebiosa ich statek wpadł w wir wodny. Jeden z braci został porwany przez fale, drugi oszalał na widok przerażającego żywiołu i utonął gdy statek poszedł na dno. Ocalały początkowo dostrzegał w Maelstromie jedynie trwogę. W późniejszym momencie widział w nim piękny i niesamowity twór. 
Opisując, jak wszystkie rzeczy zostają wciągane przez żywioł, mężczyzna zaznacza, że im większe powierzchnie, tym są szybciej pochłaniane, przy czym dodaje, że kuliste obiekty najszybciej znikają pod powierzchnią. W przeciwieństwie do brata, opuścił on statek i niesiony przez fale trzymał się cylindrycznej beczki aż do momentu, gdy został wyłowiony kilka godzin później. Stary człowiek opowiada historię narratorowi bez cienia wiary, iż ten mu uwierzy.

## Tematyka
- Motyw rozumowania analitycznego (Zabójstwo przy Rue Morgue, Skradziony list, C. Auguste Dupin)
- Opowieść morska (Przygody Artura Gordona Pyma, Rękopis znaleziony w butli, Podłużna skrzynia)
- Historia w historii (Portret owalny)

## Aluzje
W historii wspomniany jest Jonas Danilssønn Ramus, mężczyzna z Norwegii, który pisał o sławnym Maelstromie. Słowa cytowane na początku utworu pochodzą z dzieła Josepha Glanvilla].

## Publikacja
Nowela została po raz pierwszy opublikowana w kwietniu 1841 roku na łamach Graham's Magazine. Poe śpieszył się, aby skończyć opowieść na czas i przyznał potem, iż konkluzje nie były perfekcyjne. Podobnie  do Przygód Artura Gordona Pyma i Dzienników Juliusa Rodmana, książka W bezdni Maelströmu była uważana za rzeczywistą relację, a jej fragment został przedrukowany w 9 edycji Encyklopedii Britanniki. O ironio, bazował on na wycinku, który Poe zapożyczył ze wcześniejszego wydania tej samej encyklopedii.

## Adaptacja
W 1986 amerykański kompozytor Philip Glass nominowany do Nagrody Akademii Filmowej napisał muzykę inspirowaną utworem W bezdni Maelströmu. Całość została zlecona przez australijski teatr Dance Theatre.

## Odniesienia w literaturze
W 1973 roku czeski pisarz Ludvík Vaculík odnosił się wiele razy w swojej powieści Świnki morskie do utworu W bezdni Maelströmu, jak i do noweli Czarny kot.